# Kupplungsdeckel
Mit dem Kupplungsdeckel wird an Verbrennungsmotoren, insbesondere bei Motorrädern, das Kupplungsgehäuse nach außen hin abgeschlossen.
Der bei Motoren mit quer liegender Kurbelwelle seitlich angebrachte Kupplungsdeckel erlaubt die Wartung der Kupplung, zum Beispiel zum Wechsel verschlissener Kupplungsscheiben. Formgebung, Oberflächenbehandlung und verwendetes Material (z. B. kohlenstofffaserverstärkter Kunststoff oder Magnesiumlegierungen) des Kupplungsdeckels sind wichtige Gestaltungsmerkmale eines Motorrades.
Auch bei Trockenkupplungen ist das Kupplungsgehäuse im Allgemeinen abgedichtet, um Korrosion und Verunreinigung der Kupplungsscheiben und -lager durch Staub, Wasser und andere äußere Einflüsse zu vermeiden. Zudem wird die durch die mechanischen Vorgänge in der Kupplung hervorgerufene Schallemission reduziert.

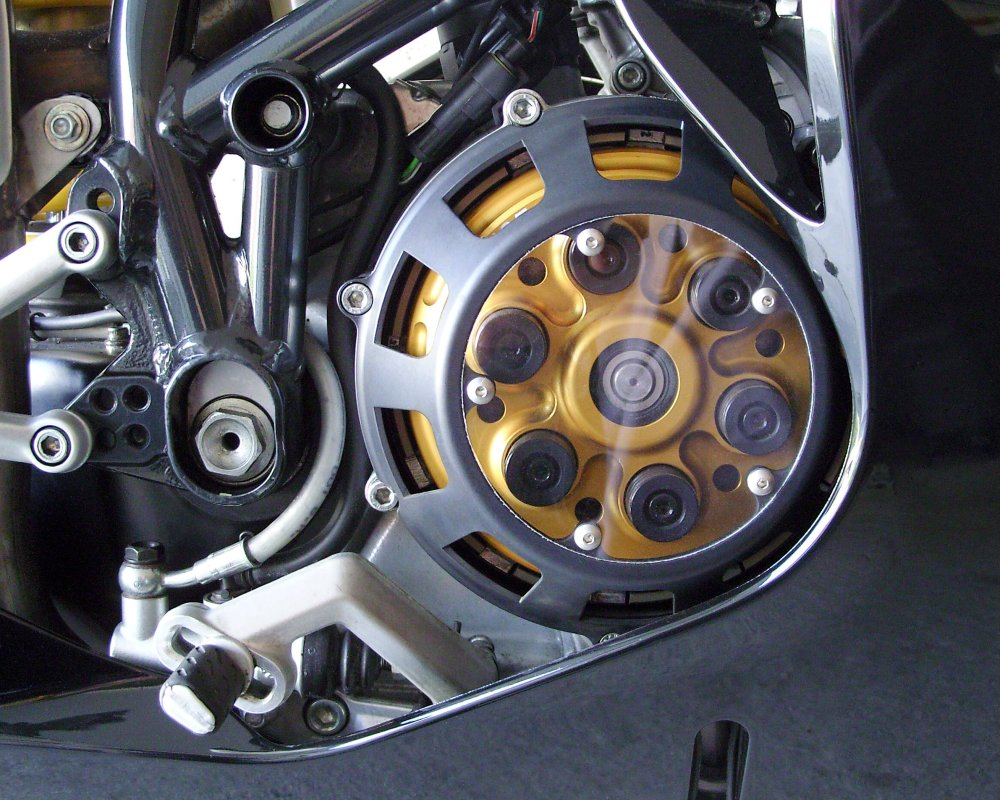
Teilweise offener Kupplungsdeckel mit Lexanscheibe, goldfarbene Druckplatte

## Offene Kupplungsdeckel
Ungeachtet der damit verbundenen Nachteile werden Motorräder mit Trockenkupplungen (z. B. Modelle der Firma Ducati) häufig durch die Verwendung mehr oder weniger offener Kupplungsdeckel individualisiert. Der offene Kupplungsdeckel ermöglicht den Blick auf die bei laufendem Motor rotierende Kupplungsdruckplatte und verändert in charakteristischer Weise die Motorakustik; geringe technische Vorteile ergeben sich durch die bessere Kühlung und durch den ermöglichten Abtransport des Kupplungsscheibenabriebs.
Der Anbau eines offenen Kupplungsdeckels kann je nach den nationalen Bestimmungen vorschriftswidrig sein.